# 小行星19465
小行星19465（19465 Amandarusso）是一颗绕太阳运转的小行星，为主小行星带小行星。该小行星于1998年4月20日发现。

## 轨道参数
小行星19465的轨道半长轴为2.7484056 UA，离心率为0.080。